# Svart trumpetsvamp
Svart trumpetsvamp (Craterellus cornucopioides) är en helt svart, ibland närmast mörkblå svamp i kantarellfamiljen. Den är en populär matsvamp särskilt lämplig att torka. Den sägs växa på marker där ek och hassel förekommer samt i barrskog. Svampen är trattformad och har ett tunt kött. Den kan växa väl dold under vissnande löv och inne i mossa. Ibland återfinns den som "deformerade trattar", intrasslade i gräs. Så länge inte fruktkropparna är ruttna försämrar det dock inte matvärdet på något vis.
Svart trumpetsvamp har inga farliga förväxlingssvampar. Den enda liknande svampen är den i Norden mycket ovanliga och ätliga gråa kantarellen. Det finns även rödgul trumpetsvamp som är mer lik trattkantarell.
Svart trumpetsvamp betraktas som en god matsvamp  som passar bra till gräddstuvningar och stekning. Historiskt sett har svampen dock inte fått lika mycket uppmärksamhet. I M.A. Lindblads Svampbok från 1901 tas inte hänsyn till dess smakkvalitéer, utan Lindblad menar att både svart och rödgul trumpetsvamp är av "mindre [mat]värde" på grund av sitt tunna kött.